# Срібне (Покровський район)
Срі́бне — село Покровської міської громади Покровського району Донецької області, в Україні. У селі мешкає 561 людей.

## Загальні відомості
Відстань до райцентру становить близько 30 км і проходить автошляхом Т 0515. Землі Срібного межують із територією села Андріївка Великоновосілківського району Донецької області.

## Соціальна сфера
Працюють: навчально-виховний комплекс, який з 2011 року носить ім'я Антона Григоровича Черненка, має власний сайт [Архівовано 22 грудня 2018 у Wayback Machine.], Будинок культури, бібліотека, амбулаторія.

## Населення
За даними перепису 2001 року населення села становило 561 особу, з них 86,99 % зазначили рідною мову українську, 12,83 % — російську та 0,18 % — гагаузьку мову.